# Tiểu thuyết sắc tình

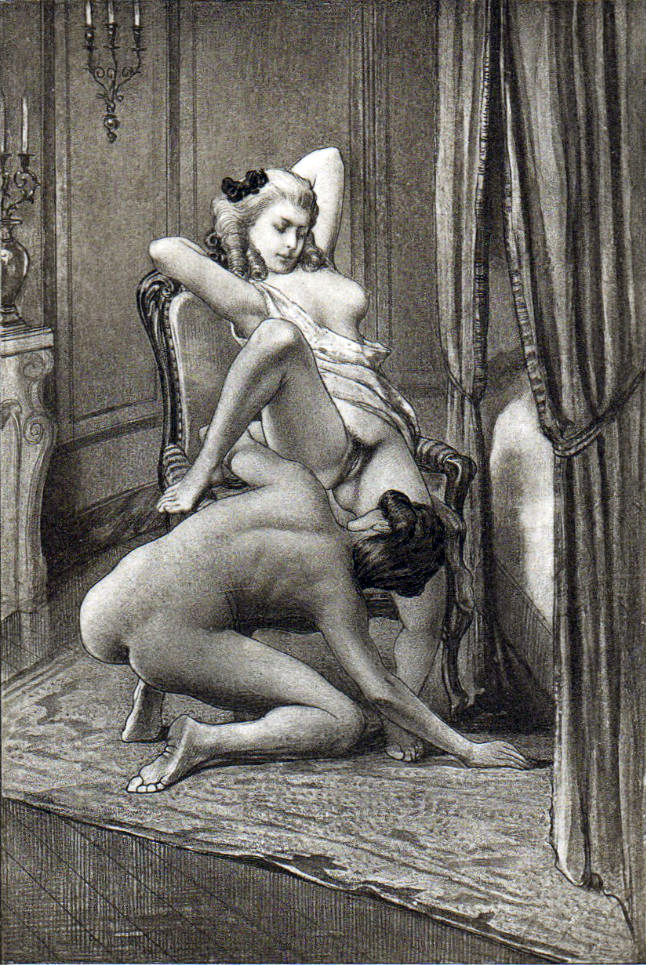
Minh họa về Tiểu thuyết sắc tình của Édouard-Henri Avril

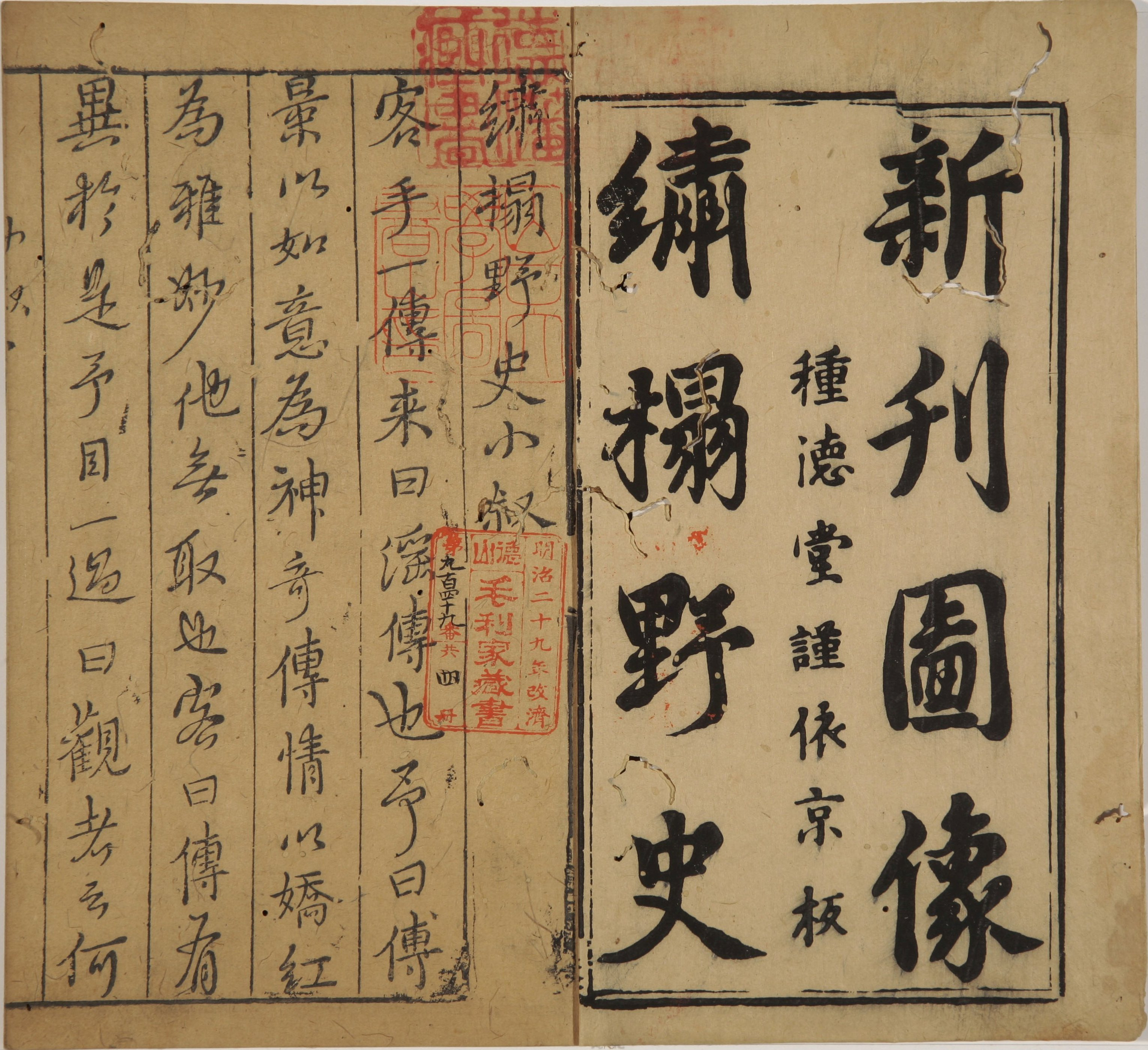
Tác phẩm Tú tháp dã sử là một trong những cuốn tiểu thuyết khiêu dâm lâu đời nhất của Trung Quốc, với sự tục tĩu và những mô tả sống động về chuyện phòng the

Tiểu thuyết sắc tình (Erotic fiction) là thể loại truyện đọc và tiểu thuyết hư cấu, nơi các chủ đề tình dục được khám phá và miêu tả một cách có chiều sâu, mang tính nghệ thuật và gắn liền với cốt truyện, bối cảnh, tình huống, các tuyến nhân vật, cảm xúc với rất nhiều thể loại phụ và chủ đề khác nhau, từ lãng mạn, giả tưởng, khoa học viễn tưởng, cho đến các câu chuyện tự sự dựa trên trải nghiệm cá nhân. Đó là một phần của văn học khiêu dâm và một thể loại của tiểu thuyết miêu tả tình dục hoặc các chủ đề tình dục, nói chung là theo cách văn chương hơn hoặc nghiêm túc hơn so với tiểu thuyết được thấy trong tạp chí khiêu dâm. Dòng tiểu thuyết này bắt nguồn từ thời kỳ La Mã cổ đại Cuốn tiểu thuyết chứa đầy những chi tiết tục tĩu và tình tiết khiêu dâm, bao gồm cả các cuộc truy hoan, quan hệ tình dục theo nghi lễ và các vụ bê bối khiêu dâm khác được viết trên những cuốn giấy cói. Việc phát hiện ra một số đoạn trích từ Câu chuyện Phoenicia của Lollianos cho thấy thể loại tiểu thuyết khiêu dâm phiêu lưu cũng từng tồn tại ở Hy Lạp cổ đại. Một số tiểu thuyết lãng mạn Hy Lạp cổ đại, chẳng hạn như Daphnis và Chloe, cũng chứa đựng các yếu tố tưởng tượng tình dục. 
Trong thời Phục hưng có loại hình tác phẩm "Đối thoại dung tục" (Whore dialogues) hay còn gọi là Đối thoại với gái điếm. Các cuộc đối thoại xoay quanh cuộc sống hàng ngày, các vấn đề tình yêu, chuyện giường chiếu, tiền bạc, lừa dối, sự ghen tuông, những mánh khóe để kiếm sống, và đôi khi là những triết lý về cuộc sống và tình dục trong xã hội thời đó. Chúng thường mang tính chất châm biếm, hài hước và đôi khi là gợi dục. Những tác phẩm như vậy thường liên quan đến việc một người phụ nữ lớn tuổi có kinh nghiệm sẽ truyền đạt, khuyên bảo, chỉ vẻ, dạy dỗ về chuyện tình dục cho một phụ nữ trẻ ngây thơ chưa từng trải, những câu chuyện này thường lồng ghép các yếu tố triết học, văn hóa dân gian, y khoa (phụ khoa), châm biếm và thái độ chống giáo sĩ, sự đồi trụy và vấy bẩn của họ. Các tác phẩm sau này trong thể loại này, chẳng hạn như tác phẩm của Chorier, đắm chìm trong một loại tưởng tượng tình dục tinh vi hơn và là tiền thân của thể loại khiêu dâm rõ ràng hơn xuất hiện ở châu Âu. Một thể loại khác là mô típ "Địa đàng khiêu dâm" (Pornotopia) là một khái niệm phê bình xã hội dùng để phân tích cách thức các không gian, thiết kế và phương tiện truyền thông được sử dụng để tạo ra và duy trì một môi trường lý tưởng hóa, nơi tình dục trở thành một yếu tố trung tâm trong đời sống và văn hóa tiêu dùng.
Về sau này, có các tác phẩm khiêu dâm đáng chú ý của châu Âu vào thời điểm thế kỷ thứ XIX là Gamiani, hay Hai đêm quá mức (1833) của nhà văn người Pháp Alfred de Musset và Venus in Furs (1870) của tác giả người Áo Leopold von Sacher-Masoch. Tiểu thuyết sắc tình hay tiểu thuyết gợi dục thường nhấn mạnh vào yếu tố văn học và kể chuyện hơn là chỉ đơn thuần phô bày các hành vi tình dục một cách trần trụi như khiêu dâm. Dòng tiểu thuyết này cho phép người đọc khám phá các khía cạnh khác nhau của tình dục và mối quan hệ con người thông qua lời văn dung tục hoa mỹ, đặc tả sự tình dục một cách văn học. Điểm khác biệt quan trọng của tiểu thuyết gợi tình so với các ấn phẩm khiêu dâm (Pornographic magazines) là dòng tiểu thuyết thể hiện tình dục một cách có tính văn học hơn, không chỉ đơn thuần là mô tả các cảnh hành vi tình dục trần trụi, mà còn chú trọng đến cảm xúc, tâm lý, sự phát triển của các tuyến nhân vật, và bối cảnh câu chuyện để khơi gợi cảm xúc tình dục, nỗi thôi thúc của sự đam mê sắc dục, sự lãng mạn thể xác ở người đọc, các nhân vật trong dòng tiểu thuyết này được mô tả trong mối quan hệ hướng đến bối cảnh tình dục, gắn với diễn biến nội tâm và suy nghĩ nhục dục, có tình huống, có bối cảnh, có cao trào. Vào thế kỷ XXI, một số nữ tác giả như Alison Tyler, Rachel Kramer Bussel và Carol Queen, đã nổi danh với dòng tiểu thuyết này. Mitzi Szereto là một biên tập viên và tác giả cho biết bà muốn thấy thuật ngữ khiêu dâm được loại bỏ khỏi các tiểu thuyết và tuyển tập có mô tả về hoạt động tình dục. Các tác giả khác ca ngợi thuật ngữ này nhưng cũng đặt câu hỏi tại sao văn học về hoạt động tình dục lại được coi là nằm ngoài tiểu thuyết văn học.

## Chú thích

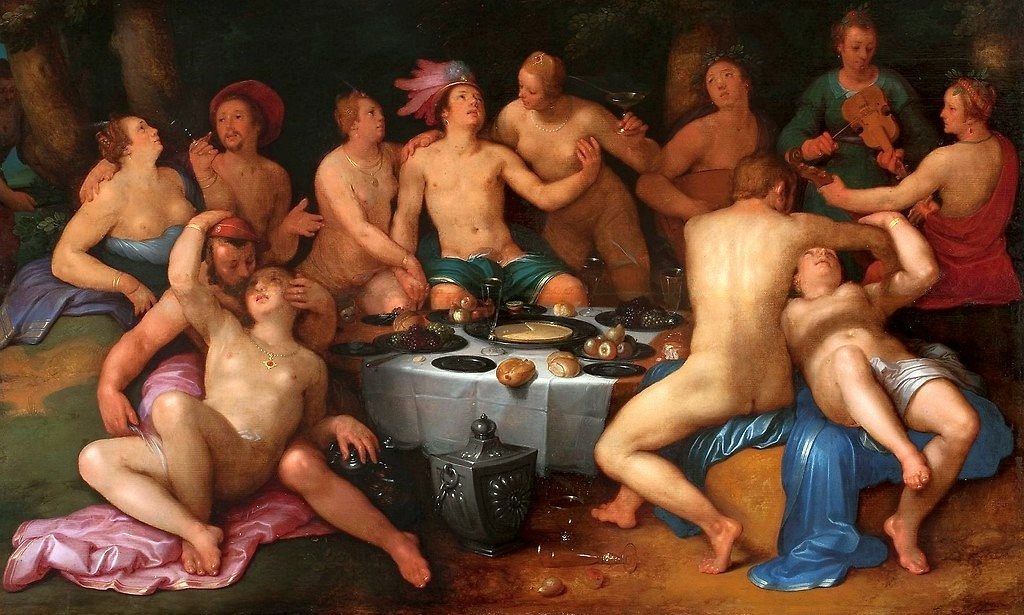
Địa đàng khiêu dâm